# Jej pierwszy bal
Jej pierwszy bal – polska piosenka wykonywana po raz pierwszy w kawiarni „Sztuka” w 1942 przez Wierę Gran.

## Opis
Jej pierwszy bal to walc śpiewany przez Wierę Gran w kawiarni „Sztuka” w 1942 w warszawskim getcie.
Tekst napisał Władysław Szlengel, a muzykę skomponował w kwietniu 1942 Władysław Szpilman  jako wariację walca To dawny mój znajomy z  opery Ludomira Różyckiego Casanova.  Szlengel napisał tekst do walca, slowfoxa, rumby, tanga,  i mazurka. 
Ach, to cudny walc, to walc dla zakochanych,

To był pierwszy bal, mój bal niezapomniany.

Barwny tłum drżał walcem tym rozkołysany,

Widzę ten wir walca, uciekają ściany.

To mój pierwszy walc, to mój pierwszy bal,

W sercu młodość i ochota,

w sercu wiosna złota!

...
Po wojnie piosenka wykonana po raz pierwszy 9 listopada 1945 przez Wierę Gran z towarzyszeniem  zespołu pod kierunkiem Władysława Szpilmana. W 1948 i 1965 Wiera Gran nagrała Jej pierwszy bal ponownie. 
Istnieją alternatywne słowa Bronisława Broka.
W 2008 Polskie Nagrania wydały płytę Legendarna Wiera Gran, na płycie znajduje się wykonanie piosenki nagranej w Polskim Radio w 1949. W archiwum Polskiego Radia jest też nagranie referencyjne Hanny Skarżanki dokonane w 1966 z towarzyszeniem Orkiestry Symfonicznej Polskiego Radia, Big/Bandu Polskiego Radia i pianistów Władysława Szpilmana i Piotra Figla pod kierunkiem Stefana Rachonia.